# سلمان خان (معلم)

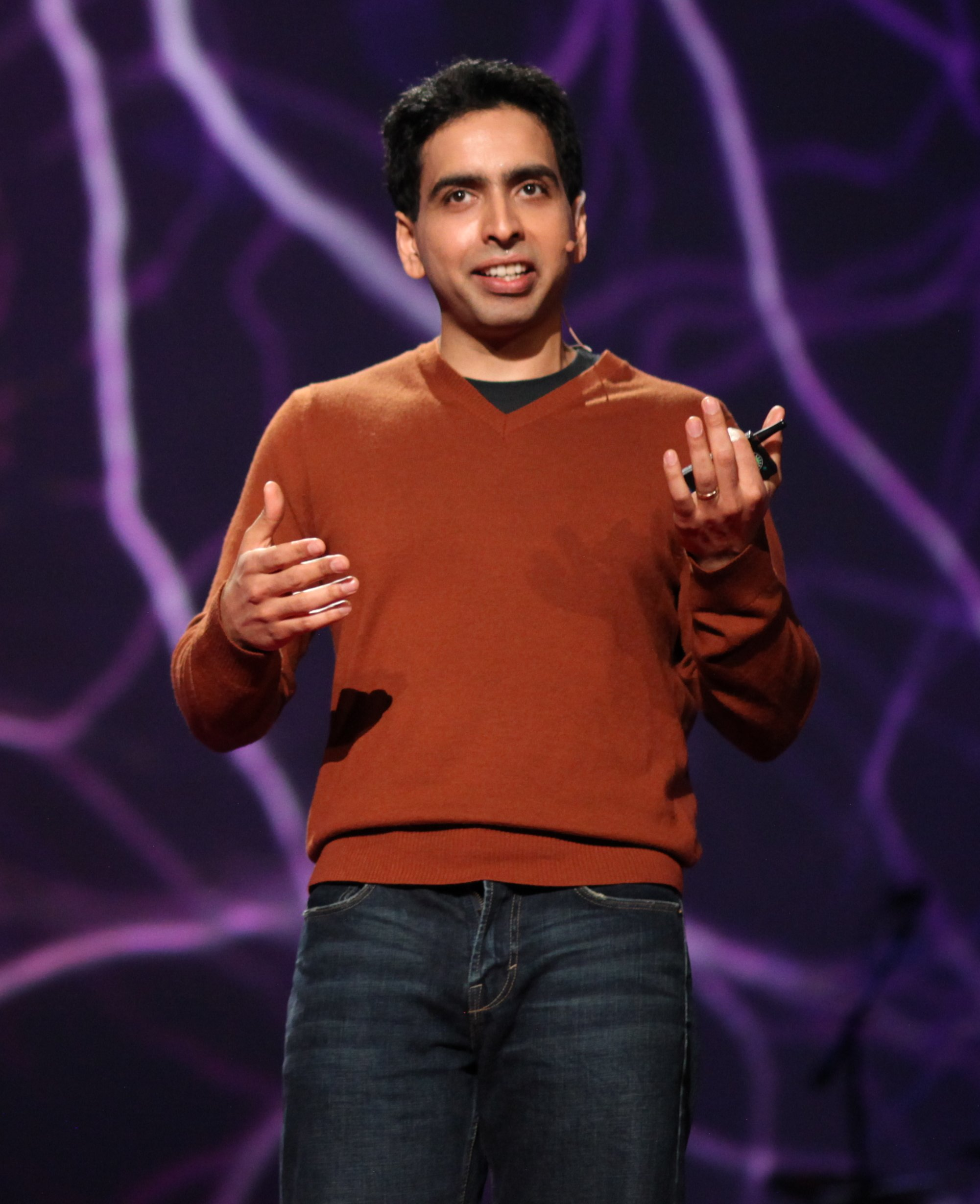
سخنرانی خان در کنفرانس تد

سلمان خان یک آمریکایی بنگلادشی‌تبار و بنیان‌گذار آکادمی خان است. خان فارغ‌التحصیل دانشگاه‌های ام‌آی‌تی و هاروارد است.
وی با اجرای یک برنامه تد در سال ۲۰۱۱ به گسترش کلاس معکوس کمک شایانی کرد.
آکادمی خان یک آموزشگاه مجازی کاملاً رایگان است.